# Ipomoea imperati
Ipomoea imperati ist eine Pflanzenart aus der Gattung der Prunkwinden (Ipomoea) aus der Familie der Windengewächse (Convolvulaceae).

## Beschreibung
Ipomoea imperati ist eine aufrecht wachsende krautige Pflanze oder eine kriechende oder manchmal aufsteigende Liane, die etwas verholzt und bis zu 2 m Länge erreicht. Sie bildet einen milchigen Milchsaft. Die Stängel sind zylindrisch, dünn und unbehaart, im Bereich der Knoten werden Adventivwurzeln gebildet. Die Laubblätter stehen wechselständig und meist in Gruppen an kurzen Seitentrieben. Die Blattspreite ist einfach, 2 bis 10 cm lang und 1 bis 2,5 cm breit und unbehaart. Sie kann lanzettlich, länglich, dreieckig oder manchmal pfeilförmig, selten auch dreilappig geformt sein. Sie sind in frischem Zustand fleischig, getrocknet aber papierartig. An der Spitze sind sie stumpf oder gerundet, manchmal auch ausgerandet und stachelspitzig. Die Basis ist keilförmig, gestutzt, fast herzförmig oder fast pfeilförmig. Die Oberseite ist matt und unbehaart, die Aderung tritt nicht hervor. Die Unterseite ist ebenfalls unbehaart, hier treten jedoch die Mittelrippe und die davon ausgehenden Seitenadern hervor. Die Blattstiele sind 1 bis 6,5 cm lang, gefurcht und an der Spitze fein behaart.
Die Blüten stehen einzeln oder in aufsteigenden Dichasien. Die Blütenstiele sind 1,5 bis 4,5 cm lang. Der Kelch ist grün und vergrößert sich an der Frucht nicht. Die Kelchblätter sind unbehaart, elliptisch, an der Spitze begrannt und am Rand durchscheinend. Sie sind 10 bis 15 cm lang, die beiden äußeren sind leicht größer als die inneren. Die Krone ist weiß und in der Mitte gelb gefärbt und trichterförmig. Sie ist 2,5 bis 5 cm lang, der Kronsaum misst 3 bis 6 cm im Durchmesser und ist mit fünf schwach ausgebildeten, stumpfen Lappen besetzt. Staubblätter und Narbe treten nicht über die Krone hinaus.
Die Frucht ist eine kugelförmige oder kegelförmige Kapsel mit einer Länge von 1,2 bis 1,5 cm. Je Frucht werden ein bis vier Samen gebildet. Diese sind etwa 5 mm lang und wollig behaart.

## Systematik
Die Art ist nach dem neapolitanischen Naturforscher Ferrante Imperato (1550–1631) benannt, der sie erstmals 1599 in seinem Werk Historia Naturale beschrieben und abgebildet hatte.
Das Basionym Convolvulus imperati wurde 1790 von Martin Vahl erstveröffentlicht, die Kombination Ipomoea imperati 1866 von August Heinrich Rudolf Grisebach. Wichtige Synonyme sind Convolvulus sinuatus Petagna (non Ipomoea sinuata Ortega), Convolvulus stolonifer Cirillo nom. illeg. und Ipomoea stolonifera (Cirillo) J.F.Gmel. nom. illeg.
Ipomoea imperati gehört innerhalb der Gattung Ipomoea zur Sektion Erpipomoea Choisy innerhalb der Untergattung Eriospermum (Hallier f.) Verdc. ex Austin.

## Vorkommen
Die Art ist in Küstengebieten mit tropischem bis warmgemäßem Klima weit verbreitet und kommt in Afrika, im tropischen und subtropischen Asien, Australien, Nord- und Mittelamerika und den Pazifischen Inseln vor. Im Norden werden in Ostasien die japanischen (Ogasawara- und die Ryūkyū-Inseln) erreicht, in Europa die Azoren (Terceira, Pico, Faial) und das Mittelmeergebiet. In Spanien beruht das Vorkommen auf Cabrera (Balearen) auf Irrtum, die kürzlichen Nachweise vom spanischen Festland werden als nicht einheimisch angesehen. Des Weiteren ist sie in Italien (Sizilien und verschollen am Locus classicus in Kampanien), in Griechenland (Kreta und Rhodos), an der Südküste Anatoliens, auf Zypern, im Libanon, in Israel und in Marokko, Algerien, Libyen und in Ägypten verbreitet. Sie kommt an Sandküsten vor.